# Зекерія Гючлю
Зекерія Гючлю (тур. Zekeriya Güçlü; нар. 27 квітня 1972, село Кривиця, Разградська область, Болгарія — 20 лютого 2010, Стамбул) — турецький борець вільного стилю, чемпіон світу, бронзовий призер чемпіонату Європи, срібний призер Кубку світу, чемпіон Всесвітніх ігор військовослужбовців.

## Життєпис
Народився у Болгарії, в селі Кривиця Разградської області. У 1989 році його родина переїхала до Туреччини.
Чемпіон світу 1990 року серед юніорів, срібний призер чемпіонату світу 1991 року серед молоді, чемпіон Європи 1992 року серед молоді. Був чемпіоном (2000), срібним (1998), та бронзовим призером (1996) чемпіонатів світу серед студентів. Дворазовий переможець Середземноморських ігор (1997, 2001). Тренер — Д. Туран.
Після спортивної кар'єри він почав свою справу в своєму рідному селі, а з квітня 2008 року став муніципальним керівником в Самуїлі. Протягом п'яти років у його рідному муніципалітеті відбувався турнір з боротьби для дітей під його патронатом.
Мав подвійне громадянство — Болгарії та Туреччини.
Помер 20 лютого 2010 року після тримісячного перебування в стамбульській лікарні від захворювання підшлункової залози.

## Спортивні результати на міжнародних змаганнях

### Виступи на Чемпіонатах світу
| Змагання                        | Збірна    | Вагова категорія           | Місце  |
| ------------------------------- | --------- | -------------------------- | ------ |
| Чемпіонат світу з боротьби 1997 | Туреччина | вільна боротьба, до 130 кг | Золото |

### Виступи на Чемпіонатах Європи
| Змагання                         | Збірна    | Вагова категорія           | Місце  |
| -------------------------------- | --------- | -------------------------- | ------ |
| Чемпіонат Європи з боротьби 2000 | Туреччина | вільна боротьба, до 130 кг | 9      |
| Чемпіонат Європи з боротьби 2001 | Туреччина | вільна боротьба, до 130 кг | 8      |
| Чемпіонат Європи з боротьби 2002 | Туреччина | вільна боротьба, до 120 кг | Бронза |

### Виступи на Кубках світу
| Змагання                    | Збірна    | Вагова категорія           | Місце  |
| --------------------------- | --------- | -------------------------- | ------ |
| Кубок світу з боротьби 1992 | Туреччина | вільна боротьба, до 130 кг | 5      |
| Кубок світу з боротьби 1994 | Туреччина | вільна боротьба, до 130 кг | Срібло |

### Виступи на інших змаганнях
| Змагання                                        | Збірна    | Вагова категорія           | Місце  |
| ----------------------------------------------- | --------- | -------------------------- | ------ |
| Всесвітні ігри військовослужбовців 1995         | Туреччина | вільна боротьба, до 130 кг | Золото |
| Гран-прі Німеччини з боротьби 1995              | Туреччина | вільна боротьба, до 130 кг | Золото |
| Чемпіонат світу з боротьби серед студентів 1996 | Туреччина | вільна боротьба, до 130 кг | Бронза |
| Середземноморські ігри 1997                     | Туреччина | вільна боротьба, до 125 кг | Золото |
| Чемпіонат світу з боротьби серед студентів 1998 | Туреччина | вільна боротьба, до 130 кг | Срібло |
| Гран-прі Німеччини з боротьби 1998              | Туреччина | вільна боротьба, до 130 кг | 4      |
| Гран-прі Німеччини з боротьби 1999              | Туреччина | вільна боротьба, до 130 кг | Бронза |
| Чемпіонат світу з боротьби серед студентів 2000 | Туреччина | вільна боротьба, до 130 кг | Золото |
| Середземноморські ігри 2001                     | Туреччина | вільна боротьба, до 130 кг | Золото |

### Виступи на змаганнях молодших вікових груп
| Змагання                                           | Збірна    | Вагова категорія           | Місце  |
| -------------------------------------------------- | --------- | -------------------------- | ------ |
| Чемпіонат світу з боротьби серед юніорів 1990      | Туреччина | вільна боротьба, до 115 кг | Золото |
| Балканський чемпіонат з боротьби серед молоді 1990 | Туреччина | вільна боротьба, до 130 кг | Золото |
| Чемпіонат світу з боротьби серед молоді 1991       | Туреччина | вільна боротьба, до 130 кг | Срібло |
| Чемпіонат Європи з боротьби серед молоді 1992      | Туреччина | вільна боротьба, до 130 кг | Золото |